# جنگل کمپین
جنگل کُمپیِن (به فرانسوی: Forêt de Compiègne) یک جنگل در فرانسه است که در اوآز واقع شده‌است.
این جنگل به عنوان محل آتش‌بس ۱۱ نوامبر ۱۹۱۸ بین متفقین و آلمان که پایان نبرد در جنگ جهانی اول بود و همچنین ۲۲ ژوئن ۱۹۴۰ پس از نبرد فرانسه در جنگ جهانی دوم قابل توجه است.